# Roscoe (Missouri)
Roscoe é uma vila localizada no estado americano de Missouri, no Condado de St. Clair.

## Demografia
Segundo o censo americano de 2000, a sua população era de 112 habitantes.
Em 2006, foi estimada uma população de 111, um decréscimo de 1 (-0.9%).

## Geografia
De acordo com o United States Census Bureau tem uma área de
4,3 km², dos quais 3,7 km² cobertos por terra e 0,6 km² cobertos por água. Roscoe localiza-se a aproximadamente 240 m acima do nível do mar.

## Localidades na vizinhança
O diagrama seguinte representa as localidades num raio de 24 km ao redor de Roscoe.